# Дигидрогена монооксид

Молекула вещества, состоящая из одного атома кислорода (оксигена) и двух атомов водорода (гидрогена)

Дигидроге́на моноокси́д (от лат. di — два, hydrogenium — водород, mono — один, oxygenium — кислород) — научная шутка, мистификация, которая использует незнакомое широкой публике название воды («дигидрогена монооксид») и описание её негативных для человека свойств в попытке убедить общественность в необходимости тщательной регуляции или даже полного запрета на использование этого вещества. Шутка предназначена для иллюстрации того, каким образом отсутствие школьных знаний и предвзятый анализ может привести к панике.

## История
Популярный вариант шутки придумали студенты Калифорнийского университета в Санта-Крузе Эрик Лехнер, Ларс Норпчен и Мэтью Кауфман в 1990 году, распространив в кампусе листовки, предупреждавшие о загрязнении водопроводных систем опасным веществом — монооксидом дигидрогена. Мысль возникла у Мэтью по аналогии с предупреждением о «гидроксиде водорода», опубликованном в мичиганской газете «Дюранд Экспресс», после чего трое приятелей решили придумать термин, который «звучал бы ещё опаснее». Эрик напечатал предупреждение на компьютере, после чего листовка была размножена на копировальном аппарате.
В 1994 году Крейг Джексон создал веб-страницу «Объединение за запрет DHMO».
В 1997 году Натан Зонер, 14-летний ученик школы Игл-Рок в городе Айдахо-Фолс, штат Айдахо, собрал 43 голоса за запрещение химиката, опросив 50 одноклассников. За своё исследование, озаглавленное «Насколько мы легковерны?», Зонер получил первую премию на научной ярмарке Айдахо-Фолс. В знак признания его эксперимента журналист Дэвид Мюррей (англ. David Murray) придумал термин «Зонеризм» (англ. Zohnerism), означающий «использование факта, которое приводит к ложным выводам публику, не сведущую в науке и математике».

### Предупреждение на веб-сайте
Первое упоминание на веб-страницах было приписано «Pittsburgh Post-Gazette» «Объединению по запрещению дигидрогена монооксида» — вымышленной организации, придуманной Крэйгом Джексоном. Предупреждение (в котором все утверждения соответствуют действительности) выглядело так:

Недавно исследователи открыли факт загрязнения наших водопроводных систем опасным химикатом. Этот химикат бесцветный, безвкусный и не имеет запаха. Он убивает бесчисленное множество людей каждый год. Правительство не предприняло никаких попыток регулирования этого опасного заражения. Данный химикат называется «дигидрогена монооксид» (Dihydrogen monoxide).
Химикат используется для следующих целей:
- В производстве как растворитель и хладагент
- В ядерных реакторах
- В производстве пенопласта
- В огнетушителях
- В химических и биологических лабораториях
- В производстве пестицидов
- В искусственных пищевых добавках
- Химикат является основной составляющей кислотных дождей
- Способствует эрозии почвы
- Ускоряет коррозию и вредит большинству электроприборов
- Длительный контакт с химикатом в его твёрдой форме приводит к серьёзным повреждениям кожи человека
- Контакт с газообразной формой химиката приводит к сильным ожогам
- Вдыхание даже небольшого количества химиката грозит смертельным исходом
- Химикат обнаружен в злокачественных опухолях, нарывах, язвах и прочих болезненных изменениях тела
- Химикат развивает зависимость; жертвам при воздержании от потребления химиката грозит смерть в течение 168 часов
- Ни один известный очиститель не способен полностью очистить воду от этого химиката

Несмотря на эти опасности, химикат активно и безнаказанно используется в индустрии. Многие корпорации ежедневно получают тонны химиката через специально проложенные подземные трубопроводы. Люди, работающие с химикатом, как правило, не получают спецодежды и инструктажа. Отработанный химикат тоннами выливается в реки и моря.
Мы призываем население проявить сознательность и протестовать против дальнейшего использования этого опасного химиката.

## Номенклатура
Монооксид дигидрогена — одно из научных названий воды, имеющей формулу Н2О, где H2 «дигидроген» — двойной гидроген (лат. Hydrogenium — водород), а O — «монооксид» (кислород).
После пересмотра номенклатуры ИЮПАК 2005 года для неорганической химии не существует единственно правильного названия для каждого соединения. Основная функция химической номенклатуры заключается в том, чтобы обеспечить отсутствие неоднозначности в отношении химических соединений: каждое название должно обозначать только одно конкретное вещество. Задача обеспечения того, чтобы у каждого из химических веществ было только одно конкретное название, признана менее важной, хотя число допустимых имён ограничено. Название «дигидрогена монооксид» является приемлемым, в данном случае, для воды.